# Pesaro
Pesaro er en by og kommune i regionen Marche i Italien med omkring 95.376(2023) indbyggere.